# Ganymedes 5
Ganymedes 5 is een sciencefictionverhalenbundel uit 1980 uitgegeven door A.W. Bruna Uitgevers.

## Achtergrond
Schrijvers, vertalers en lezers van sciencefiction konden hun eigen verhaal insturen naar Bruna om opgenomen te worden in de bundelreeks Ganymedes, die uiteindelijk tien delen zou krijgen. De eerste vier delen verschenen in de genummerde Bruna SF-reeks. De volgende vijf bundels werden uitgebracht als Zwarte Beertjes. De verhalen werden uitgekozen door Vincent van der Linden.

## Korte verhalen
1. Peter Cuijpers: Een voorbijgaande verliefdheid
2. Caren Peeters: De verre aarde
3. Leo Unger: Keibal
4. Thorwald Sanders: Voorbij XY
5. Cor Snijders: Waterprobleem
6. J.P. Lewy: Alice
7. Wim Burkunk: Puin
8. Paul van Leeuwenkamp: De kaping
9. Remco Meisner: Kopie
10. Eddy C. Bertin & Bob van Laerhoven: Brand, liefje, ik brand en er is niemand om mij te blussen
11. Ben Sleebos: Tussentijd
12. Ef Leonard: Afwezig tot eind W.O. III
13. Gert & Jan Kuipers: In de maneschijn
14. Pieter Ruysch: Zo dood als een Kallock
15. Tais Teng: De laflevers
16. Stef van Dijk: Als eerste van mijn ras...
17. Koen Buytaert: De oneindige eenzaamheid
18. Paul Harland: Stilleven met Plonmnenmnons
19. Frank Frankhuizen: Familieruzie
20. Ad van Seijen: Een kwestie van aanpassing
21. Yves Vanderzande: Slachtoffers